# Још овај пут
Још овај пут је југословенски филм из 1983. године. Режирао га је Драган Кресоја, а сценарио је писао Милан Јелић.

## Радња
Филм говори о двојици осуђеника, Макс трговац дрогом и Џек вишеструки повратник са робије који болује од неизлечиве болести. Макс се пре хапшења венча са девојком из провинције, која после рођења детета сазнаје чиме се њен муж бави и затражи развод брака. Џек је условно пуштен из затвора, а Макс користи викенд. Обојица са Џековом невенчаном супругом крећу у потрагу за Максовом супругом и сином. Макс среће оца који је на врхунцу каријере и са којим никада није могао да успостави контакт, јер сазнаје да му се жена неће вратити.

## Улоге
| Глумац                     | Улога                          |
| -------------------------- | ------------------------------ |
| Александар Берчек          | Максић „Макс“                  |
| Велимир Бата Живојиновић   | Драгослав Подунавац „Џек“      |
| Радмила Живковић           | Зорица „Зоки“                  |
| Владислава Милосављевић    | Мира                           |
| Бранко Видаковић           | Максов брат Лођа               |
| Душан Јанићијевић          | Благоје Максић, Максов отац    |
| Драгољуб Гула Милосављевић | Зокин муштерија                |
| Миливоје Томић             | Управник затвора               |
| Владан Живковић            | Обезбеђење Благоја Максића     |
| Јосиф Татић                | Полицијски инспектор           |
| Милан Гутовић              | Васа, отмичар младе            |
| Предраг Милинковић         | Циганин младожења              |
| Милан Пузић                | Мирин отац                     |
| Растислав Јовић            | Затворски лекар                |
| Ванеса Ојданић             | Лођина пријатељица             |
| Милош Кандић               | Аутомеханичар, Максов друг     |
| Маринко Шебез              | Келнер коме Макс лупа шамар    |
| Петар Лупа                 | Робијаш костимограф и картарош |
| Миленко Павлов             | Пијанац који повраћа           |
| Драгомир Станојевић        | Робијаш хомосексуалац          |
| Миња Војводић              | Робијаш наратор                |
| Ратко Танкосић             | Табаџија у кафани 1            |
| Славољуб Плавшић Звонце    | Табаџија у кафани 2            |
| Бранислав Мирић            | Марко, Максов син              |
| Шандор Медве               | Марков очух                    |
| Мирјана Блашковић          |                                |
| Миомир Радевић Пиги        |                                |
| Радмила Гутеша             | Радница на рецепцији хотела    |
| Страхиња Мојић             |                                |
| Мирослава Николић          |                                |
| Соња Дивац                 |                                |
| Бисера Ђедовић             |                                |
| Снежана Николић            |                                |
| Милоје Поповић             |                                |